# Merire
Merire war Schatzmeister unter dem altägyptischen König Amenophis III., wahrscheinlich am Ende von dessen Regierungszeit. 
Merire ist nicht identisch mit Merire I., der in der 18. Dynastie unter Pharao Echnaton als Hohepriester des Aton eingesetzt war und in dem Amarna-Grab Nr. 4  beigesetzt wurde.

## Beschreibung
Merire ist von seinem mit Reliefs dekorierten Felsgrab auf dem Gelände des Bubasteion in Sakkara bekannt. Zwei Reliefblöcke gelangten schon zwischen 1842 und 1866 nach Europa und wurden an das Kunsthistorische Museum Wien verkauft, waren damals aber noch besser erhalten, wie alte Zeichnungen eines der Reliefs zeigen. Merires Grab wurde kurz vor 1982 entdeckt.
Das Grab und seine Darstellungen werden stilistisch an das Ende der Regierungszeit von Amenophis III. eingeordnet. Im 30. Regierungsjahr ist allerdings schon Ptahmose als Nachfolger im Amt des Schatzmeisters bezeugt. Es ist wenig zu seiner Person bekannt, doch ist Merire einmal dargestellt, wie der Königssohn Saatum auf seinem Schoß sitzt. Dieser Königssohn ist sonst weiter nicht belegt und war entweder Sohn von Amenophis III. oder von Thutmosis IV. Merire war offensichtlich sein Erzieher.

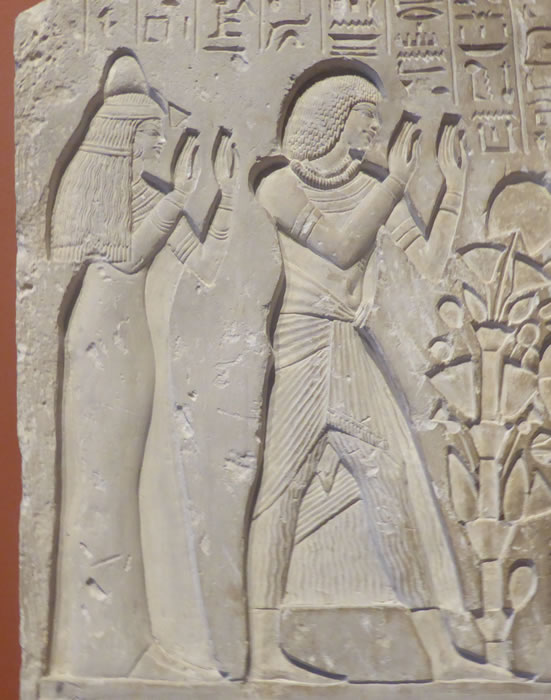
Relief aus dem Grab des Merire, heute im Kunsthistorisches Museum, Wien
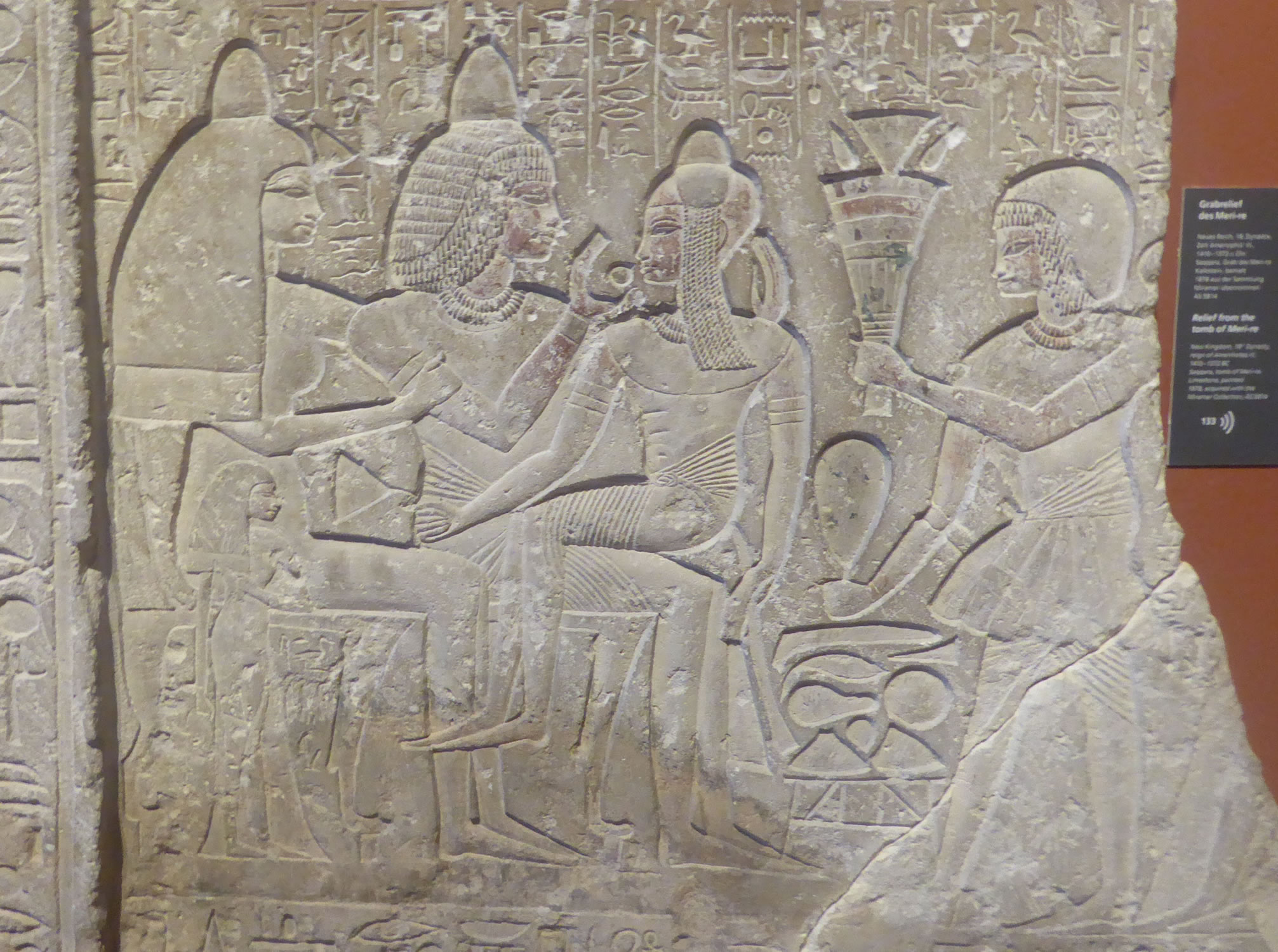
Relief aus dem Grab des Merire, heute im Kunsthistorisches Museum, Wien, Merire and Saatum